# Eriolobus trilobatus
Espèce
Statut de conservation UICN

 NT B2ab(ii) : Quasi menacé

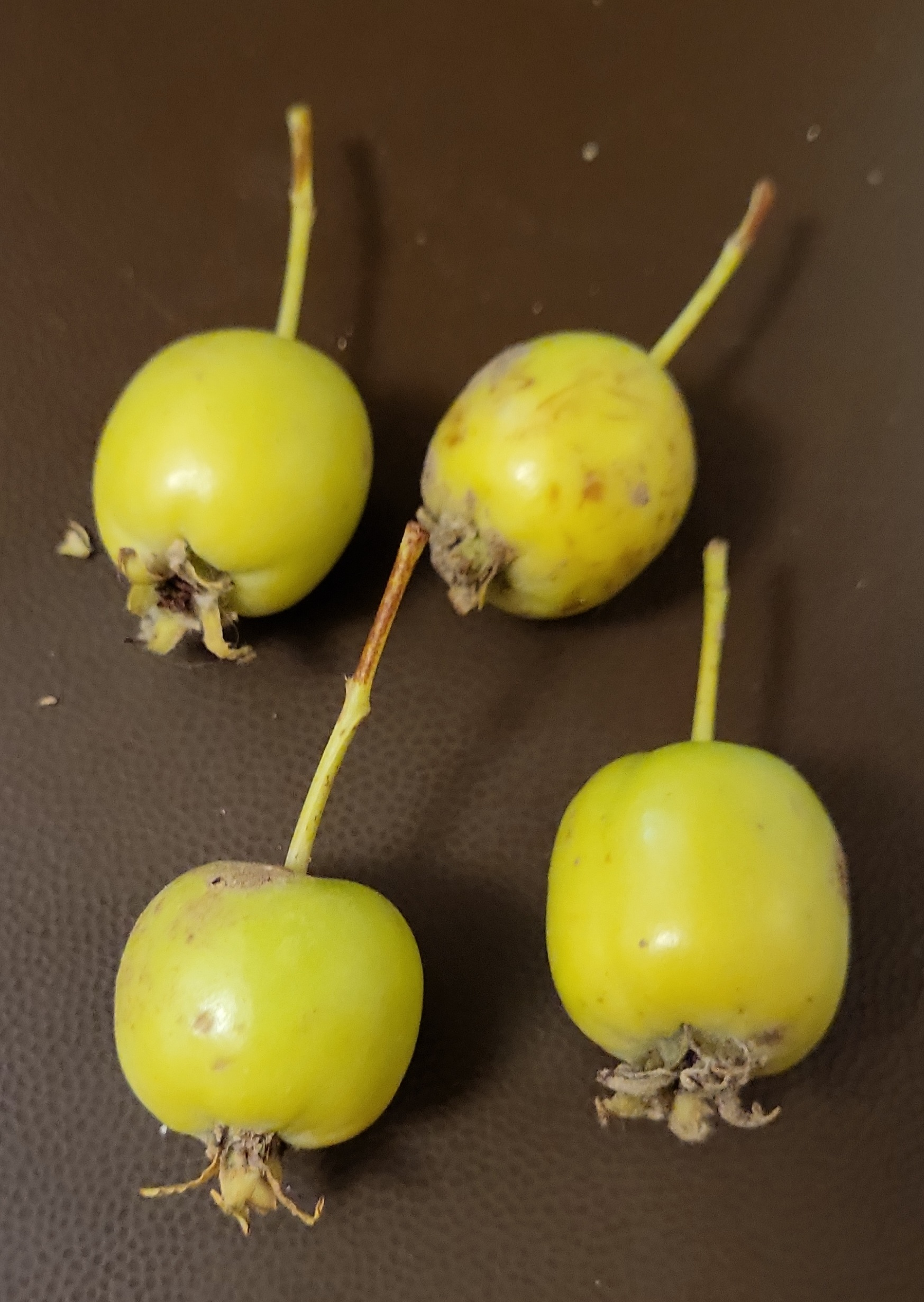
Faux-fruits du pommier sauvage (Eriolobus trilobatus).

Eriolobus trilobatus est une espèce de plantes à fleurs de la famille des Rosaceae. Proche du genre Malus, il est dénommé le pommier sauvage du Liban ou pommier dressé ou pommier à trois lobes.

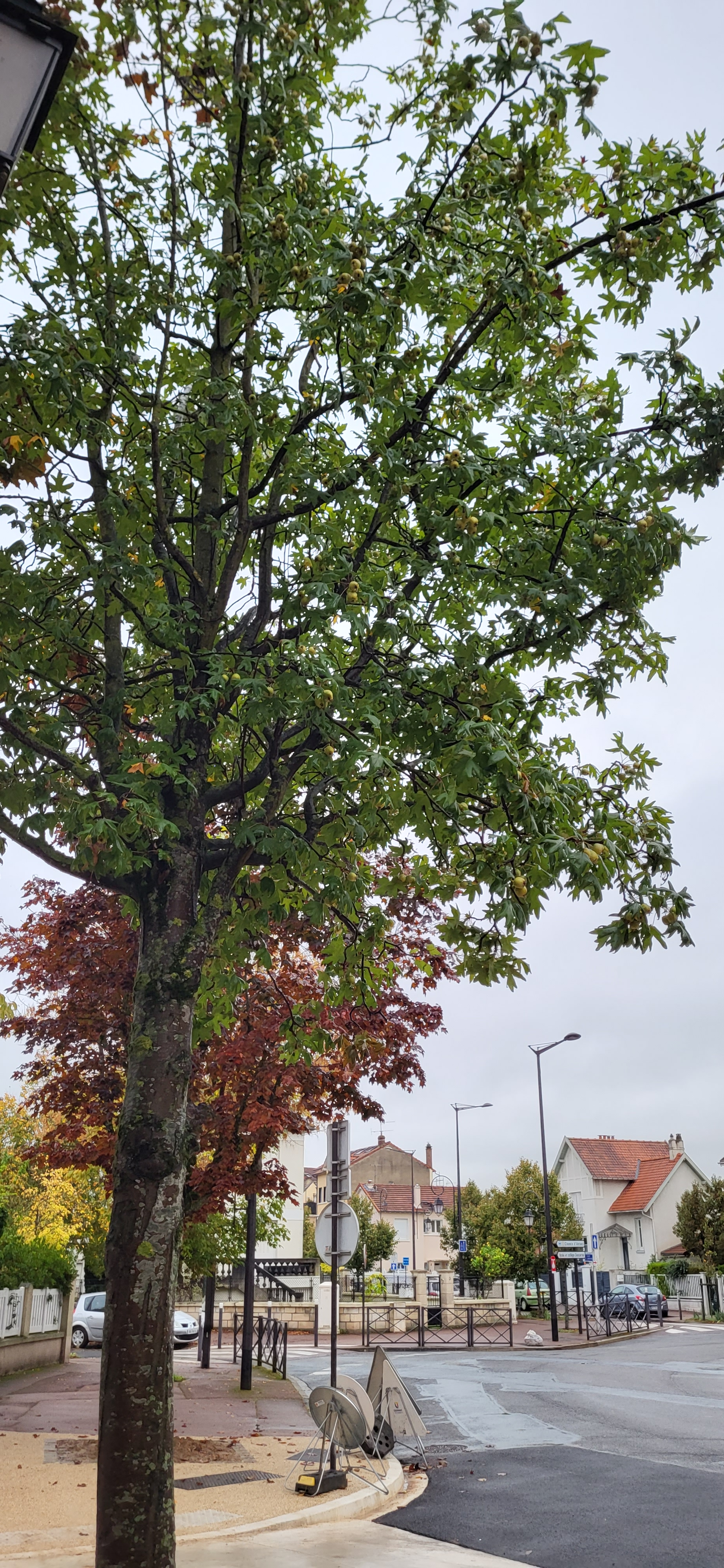
Pommier sauvage du Liban en ville.

## Synonymes
- Malus trilobata
- Crataegus trilobata Labill.
- Pyrus trilobata (Poir.) DC.
- Sorbus trilobata

## Liste des variétés
Selon Catalogue of Life (1 décembre 2016) :
- Eriolobus trilobatus var. sorgeri [2].

## Description
Eriolobus trilobatus est un petit arbre à port dressé avec des ramifications horizontales et une taille adulte de 15 m de hauteur par 7 m de largeur.
Les feuilles sont semblables à celles d’un érable et profondément trilobées. Elles passent de l’orange au rouge et violet foncé à l’automne.
L’arbre fleurit en avril et mai produisant des fleurs blanches et des fruits jaunes.

## Répartition
L’aire de répartition de l’espèce en Asie comprend l’ouest et le sud de l’Anatolie, la Syrie, le Liban et le nord d’Israël, tandis qu’en Europe, sa répartition englobe la partie orientale de la Thrace grecque (préfecture d’Evros) et le sud-est de la Bulgarie.
Les arbres survivants au Liban peuvent être trouvés dans le Chaîne du Mont-Liban, à des altitudes de 1 000-1 500 m.
La dernière communauté forestière protégée de pommiers sauvages endémiques du pays se trouve dans la réserve naturelle de Horsh Ehden et la réserve de biosphère de Jabal Moussa.